# Julian Symonds
Pour les articles homonymes, voir Symonds.
Julian Frederick Anthony Symonds (10 décembre 1813 – 9 août 1852) est un officier de l'armée britannique et un géomètre qui a effectué la première cartographie détaillée de la Palestine, avec Edward Aldrich (en).

## Biographie
Julian Symonds naît en 1813. Il est le troisième des quatre fils de William Symonds, amiral de la Royal Navy et arpenteur de la flotte et de sa première femme, Elizabeth. Son frère aîné est William Cornwallis Symonds. Il est baptisé, avec ses autres frères, Thomas (en) et Jermyn (en), le 11 septembre 1816 à Fawley (Hampshire). Son frère aîné, William Cornwallis Symonds (1810-1841) devient capitaine de l'armée.
Il rejoint les Royal Engineers et est nommé sous-lieutenant, en 1833, lieutenant, en 1836, capitaine en second, en 1845, capitaine en 1850 puis il reçoit le grade de major de l'armée, en 1846. 
À la suite de l'intervention des puissances occidentales en Syrie et en Palestine, en raison des tensions croissantes entre l'Égypte et l'Empire ottoman, le lieutenant Symonds est envoyé dans la région, en 1840. Après avoir inspecté les forts côtiers, il est envoyé à Jérusalem, au début de 1841, où il prépare une carte précise de la ville. Plus tard dans l'année, à l'âge de 26 ou 27 ans seulement, il reçoît l'ordre d'effectuer un relevé trigonométrique complet du sud et du centre de la Palestine : le nord serait relevé par une autre équipe. L'étude est réalisée par triangulation de la côte intérieure à la mer Morte, à l'aide d'un théodolite de 7 pouces. Selon les calculs de Symond, la hauteur de la mer Morte est de 1 312 pieds (399,9 m) sous le niveau de la mer, alors que le chiffre accepté, de nos jours est de 1 299 pieds (395,94 m). Malgré les conditions difficiles et les maladies qui ont affecté toute l'équipe, la tâche est réalisée en 10 semaines.
En 1843, il reçoit la médaille d'or de la Royal Geographical Society pour « sa triangulation sur la Palestine et pour sa détermination de la différence entre le niveau de la Méditerranée et celui de la mer Morte ». 
Il meurt à Argostóli, sur l'île grecque de Céphalonie, le 8 août 1852. 

## Source de la traduction
- (en) Cet article est partiellement ou en totalité issu de l’article de Wikipédia en anglais intitulé « Julian Symonds » (voir la liste des auteurs).